# Программа Chevaline
Программа «Чевелин» (англ. Chevaline — лошадиная антилопа) — программа оснащения баллистических ракет «Polaris» средствами преодоления противоракетной обороны противника, предпринятая британским флотом в 1970-х. Целью программы было обеспечение возможности гарантированного ответного ядерного удара в ситуации развертывания Советским Союзом систем противоракетной обороны, наподобие А-135.
В рамках программы, британские баллистические ракеты были оснащены комплексом ложных целей и источников помех, практически гарантирующим для боеголовок возможность поражения объектов, прикрытых наземными системами противоракетной обороны. Программа имела высшую степень секретности, и о её существовании было объявлено только в 1980-х.

## История

### Британский ядерный паритет
После Суэцкого Кризиса 1956 года, Великобритания обратила приоритетное внимание на развитие стратегических ядерных сил, видя в них единственную гарантию невмешательства в британскую внутреннюю и внешнюю политику со стороны более влиятельных держав. Британская ядерная стратегия была основана на доктрине сдерживания с помощью угрозы ответного ядерного удара. Хотя Великобритания являлась союзником США по НАТО, британское командование считало необходимым иметь собственные, независимые ядерные силы, способные обеспечить безопасность не только британской территории, но и британских внешнеполитических интересов в тех сферах, где нельзя было надеяться на американскую ядерную поддержку.
Основу британских сил ядерного сдерживания поначалу составляли V-бомбардировщики. Однако в связи с распространением в конце 1950-х зенитных ракет и сверхзвуковых перехватчиков, пилотируемые бомбардировщики перестали рассматриваться как надёжное средство доставки ядерных зарядов. Кроме того, расположенные в Великобритании аэродромы базирования V-бомбардировщиков были крайне уязвимы для возможного превентивного ракетно-ядерного нападения.
Осознавая проблему, британское правительство рассматривало различные варианты её решения. Одним из них была замена пилотируемых бомбардировщиков баллистическими ракетами среднего радиуса действия Blue Streak, но разработка последних затянулась по техническим причинам и в итоге была отменена. Долгое время, Британия рассматривала как перспективное средство ядерного сдерживания американскую аэробаллистическую ракету AGM-48 Skybolt, которой предполагалось перевооружить V-бомбардировщики, тем самым обеспечив им возможность поражения целей на территории СССР из-за пределов радиуса ПВО. Однако, в 1962 году американцы прекратили разработку программы.
В результате, решением проблемы стал подписанный в 1962 году Пакт Нассау. Согласно пакту, Великобритания получала возможность закупить американские БРПЛ «Polaris» и оснастить ими собственные атомные подводные лодки. В 1967—1969, британский флот пополнили четыре атомные подводные лодки типа «Резолюшн», каждая с 16 ракетами «Поларис A3». Эти субмарины составили основу британских сил ядерного сдерживания на три последующих десятилетия.

### Фактор противоракетной обороны
Однако, в скором времени появился новый фактор, который британское правительство не могло недооценивать. Системы противоракетной обороны, последовательно развивавшиеся на протяжении десятилетия, к началу 1970-х стали фактором, с которым было невозможно не считаться. Хотя стратегическая противоракетная оборона крупных территорий все ещё оставалась под вопросом, тем не менее, было, несомненно, реально создать систему ПРО, защищающую наиболее важные стратегические объекты.
В 1971 году, Советский Союз поставил на боевое дежурство систему противоракетной обороны Москвы А-35. Хотя возможности этой системы были ограничены, тем не менее, перспективы дальнейшего развертывания систем противоракетной обороны и влияние таковых на стратегический баланс были вполне очевидны. Договор об ограничении систем противоракетной обороны, подписанный в 1972 году, частично смягчил проблему, но не решал её полностью, так как любая из сторон в перспективе могла выйти из договора, если бы сочла, что такой шаг будет для неё более выгоден. Поэтому, хотя актуальное развертывание средств стратегической противоракетной обороны было приостановлено, обе стороны вели интенсивные разработки как систем ПРО, так и средств преодоления таковых.
Ещё в начале 1960-х, после первых успешных перехватов баллистических ракет в СССР и США, американские военные начали программу «Antelope», направленную на создание средств преодоления перспективной советской противоракетной обороны. Однако, реализована программа не была. Американское правительство сочло более простым и надёжным решением просто увеличить количество боеголовок в залпе, что и было проделано с появлением сначала БРПЛ «Поларис» А3 (направлявшей три отдельные боеголовки на одну цель) а затем и «Посейдон» (несущей десять боеголовок индивидуального наведения). Преодоление противоракетной обороны обеспечивалось простым количеством одновременно запущенных боеголовок, что (с учётом сопоставимой стоимости одной БРПЛ и одной противоракеты) делало традиционную ПРО экономически несостоятельной.
Британия, однако, находилась в менее выгодном положении. Её ядерный арсенал был значительно меньше американского, и простое увеличение числа подводных лодок с ракетами на борту было недоступно англичанам по экономическим причинам. Договор 1972 года разрешал СССР развернуть один район стратегической противоракетной обороны вокруг Москвы не более чем со 100 противоракетами в нём: с британской точки зрения это означало, что залпа одной субмарины типа «Резолюшен» (16 ракет с тремя боеголовками каждая, всего 48 боеголовок) может быть недостаточно для эффективного ядерного сдерживания советского правительства от вмешательства в британские дела. Это не было критической проблемой пока действовал договор (то есть ракеты могли быть направлены на другие стратегические цели, не прикрытые ПРО), но договор в будущем мог быть расторгнут. Для гарантированного обеспечения ядерного сдерживания, британские ракеты должны были иметь возможность поражать любые цели, в том числе и защищённые системой ПРО.

### Поиск решения
В попытке решения проблемы, британское правительство рассматривало несколько возможных вариантов модернизации ракетного вооружения своих подводных лодок:
- перевооружить ПЛАРБ американской ракетой «Посейдон-С3» с десятью головными блоками индивидуального наведения
- оснастить БРПЛ «Поларис А3Т» разделяющейся головной частью от ракеты «Посейдон-С3»(программа «Mini-Poseydon») с шестью боевыми блоками индивидуального наведения по 200кТ каждый
- оснащение ПЛАРБ ракетой «Посейдон-С3» с оснащением её КСП (комплексом средств преодоления) ПРО, разработанным в рамках программы «Super Antelope»[4] (программа «Hybrid»)
- использование БРПЛ «Посейдон-С3» с боевыми блоками без индивидуального наведения (программа «Option M») для перенасыщения возможной ПРО числом боеголовок в залпе

Британский флот считал оптимальным подходом переоснащение субмарин на американские ракеты «Посейдон», аналогично тому, как это сделали со своими ракетоносцами американцы. Подобное решение позволяло значительно увеличить число боеголовок в залпе, радиус действия ракет и эффективно преодолевать противоракетную оборону. Американский флот также считал подобное решение оптимальным, как по соображениям унификации ракетного боезапаса, так и по соображениям преодоления внутриатмосферного рубежа ПРО: ложные цели, эффективные в космическом пространстве, при входе в атмосферу тормозились быстрее чем настоящие боеголовки, и комплексы ближней ПРО с коротким временем реакции — подобные американскому «Спринт» — могли бы воспользоваться этим для уничтожения боевых блоков на последних секундах полёта.
Однако, все эти предложения были отвергнуты по экономическим соображениям. Британский флот твердо придерживался принципа вооружения ракет (пусть даже ракет американского производства) отечественными боеголовками. Увеличение числа боеголовок в залпе потребовало бы производства сотен новых боевых блоков, на что не было достаточных средств. Поэтому в качестве решения проблемы была избрана программа оснащения существующих ракет «Polaris» A3 системами преодоления противоракетной обороны противника.

## Разработка
Окончательное решение о оснащении ракет «Поларис» А3 системами преодоления ПРО было принято в 1973 году. Первоначально работы велись под обозначением «Super Antelope», но затем название было изменено. Название «Chevaline» было принято по результатам телефонного звонка из Министерства Обороны в Лондонский Зоопарк, во время которого работников зоопарка попросили назвать «животное, вроде очень большой антилопы». По неизвестной причине, работник зоопарка дал французское название для лошадиной (или чалой) антилопы. Полномасштабные работы по проекту были инициированы в 1975 году.
В работе над программой участвовало значительное количество британских и американских корпораций, работавших над различными компонентами. Ряд опытных работ был проведён на территории США, включая два ядерных испытания: «Fallon» в 1974 и «Banon» в 1976. Целью этих подземных взрывов было изучить влияние близкого подрыва ядерной противоракеты на работоспособность входящей в атмосферу боевой части «Полариса». На основании опытов, были предприняты меры по усилению защиты боеголовки от проникающей радиации. Ещё четыре детонации были проведены для отработки концепции новой боеголовки.
Летные испытания модифицированных ракет начались в 1977 году на полигоне Канаверал, и продолжались до 1980 года. Всего было проведено 11 пусков.

## Конструкция
На ракетах «Поларис» А3, оснащённых системой «Chevaline», количество боевых блоков уменьшалось с 3-х до 2-х. Освободившееся пространство использовалось для размещения «носителя средств преодоления» (англ. penetration aid carrier), НСП. Для экономии места, НСП был выполнен «охватывающим» одну из двух оставшихся боеголовок.
Применение комплекса «Chevaline» выглядело следующим образом:
- Вторая ступень «Поларис» А3 выводила головную часть ракеты на траекторию полёта к цели.
- Головной конус-обтекатель отделялся и уводился в сторону при помощи ракетного двигателя, установленного под его вершиной.
- Куполообразный тепловой экран, служивший для защиты боеголовок и НСП от избыточного тепла, отделялся и уводился в сторону. После этого, пружинный механизм раздвигал плотно прижатые друг к другу боеголовки для их безопасного отделения.
- Обе боеголовки — первая, «свободная», и вторая, соединённая с НСП — отделялись от второй ступени при помощи собственных ракетных двигателей. Продолжающий работать двигатель второй ступени уводил её вперед по траектории: таким образом, вторая ступень играла роль дополнительной ложной цели.
- Вторая боеголовка отделялась от НСП и продолжала полёт по траектории.
- НСП, используя собственные жидкостные ракетные двигатели, двигался по спирали вокруг траектории полёта боеголовок, последовательно отделяя 27 ложных целей и размещая их вокруг настоящих боеголовок. Таким образом, НСП формировал 300-километровой длины «коридор» из ложных целей и дипольных отражателей, внутри которого находились настоящие боеголовки. Сам корпус НСП, после отстрела ложных целей, также служил дополнительной ложной целью.

Таким образом, одна ракета типа «Поларис» несла три десятка потенциальных целей, для введения в заблуждение системы противоракетной обороны противника. Полный залп из шестнадцати «Поларисов» (при условии что все ракеты стартовали бы успешно) позволял одной подводной лодке класса «Резолюшен» развернуть в космическом пространстве 551 цель, включая 32 настоящие боеголовки, что практически гарантировало преодоление любой мыслимой системы противоракетной обороны.
В качестве боевых блоков, система использовала британские ET.317. Боеголовка была трёхступенчатой: атомный триггер «Дженни» обеспечивал поджиг термоядерной реакции в заряде «Регги», помещённом в оболочку из урана-238. Тротиловый эквивалент заряда составлял порядка 225 килотонн.
Атомные заряды размещались в модифицированных теплозащитных оболочках, обеспечивающих вход в плотные слои атмосферы. Абляционное покрытие было выполнено из трёхмерного кварцевого фенолика, что обеспечивало эффективное поглощение нейтронов и повышало устойчивость боеголовок к излучению при близких взрывах атомных противоракет. Кроме того, покрытие уменьшало ЭПР боеголовки, что затрудняло работу радаров ПРО неприятеля.

## На вооружении
Модифицированные ракеты A3T, оснащённые системой проникновения «Chevaline», развертывались на британских атомных ракетоносцах с 1982 по 1996 год. Они гарантировали британским силам стратегического ядерного сдерживания возможность нанесения ответного удара даже одной подводной лодкой типа «Резолюшен» по любым объектам на территории Советского Союза, невзирая на возможное противодействие.
Оборотной стороной стало увеличение забрасываемого веса, что привело к уменьшению радиуса действия ракет с 4600 до 3610 километров. Это означало, что, чтобы держать под прицелом европейскую часть Советского Союза, субмарины с ракетами «Поларис» А3Т, оснащёнными системой «Chevaline» должны были патрулировать ближе к советской территории. Общая площадь потенциальных районов патрулирования существенно сокращалась, и (в связи с невозможностью запуска ракет из-под льда) ограничивалась окрестностями Фареро-Исландского Рубежа, Северным Морем и Бискайским Заливом. Все эти районы (за исключением последнего) планомерно насыщались советскими силами противолодочной обороны, что затрудняло развертывание подводных лодок на позициях. Потенциально, районом базирования также могло являться Средиземное Море, но британские ракетоносные субмарины никогда в нём не развертывались.
Эти ограничения (и увеличение эффективности противолодочной обороны СССР в 1980-х) привели к тому, что британское правительство ещё до завершения разработки начало искать альтернативы программе в виде развертывания ракет большего радиуса действия. Таковая возможность появилась с приобретением у США новейших БРПЛ «Трайдент II», обладавших гораздо большим забрасываемым весом, и способных наносить ответные удары по территории противника из любой точки океана. В 1996 году, система «Chevaline» была снята с вооружения.